# Sidi Khettab
Sidi Khettab (em árabe: سيدي خطاب) é uma comuna localizada na província de Relizane, Argélia. Segundo o censo de 2008, a população total da cidade era de 14 074 habitantes.